# Liga a II-a 2014-2015
Sezonul 2014-2015 al Ligii a II-a este al 75-lea sezon al Ligii a II-a, a doua divizie a sistemului de fotbal românesc. Sezonul a început pe 30 august 2014 și s-a încheiat pe 30 mai 2015. La sfârșitul sezonului regulat, primele șase echipe din fiecare serie se califică în play-off, iar prima echipă clasată din fiecare serie promovează în Liga I și locurile 11-12 din fiecare serie retrogradează în Liga a III-a. Echipele începe play-off-ul doar cu punctele câștigate din meciurile cu celelalte echipe calificate.

## Seria I

### Cluburi
| Club              | Oraș      | Stadion                   | Capacitate |
| ----------------- | --------- | ------------------------- | ---------- |
| Săgeata Năvodari  | Năvodari  | Stadionul Petromidia      | 5.000      |
| Unirea Slobozia   | Slobozia  | Stadionul 1 Mai           | 7.000      |
| Academica Argeș1  | Pitești   | Stadionul Nicolae Dobrin  | 17.500     |
| ACS Berceni       | Berceni   | Stadionul Berceni         | 2.600      |
| SC Bacău          | Bacău     | Stadionul Municipal       | 17.500     |
| CF Brăila         | Brăila    | Stadionul Municipal       | 18.000     |
| Gloria Buzău      | Buzău     | Stadionul Municipal       | 18.000     |
| Farul Constanța   | Constanța | Stadionul „Gheorghe Hagi” | 15.500     |
| Rapid CFR Suceava | Suceava   | Stadionul Areni           | 12.000     |
| FCM Dorohoi       | Dorohoi   | Stadionul 1 Mai           | 2.000      |
| FC Voluntari      | Voluntari | Stadionul Niță Pintea     | 2.250      |
| CS Balotești      | Balotești | Stadionul Central         | 3.780      |

1 FC Academica Argeș este noua denumire a clubului FC Clinceni.

### Clasament
| Poz | Echipa               | MJ | V  | E | Î  | GM | GP | G   | Pct | Promovare sau retrogradare   |
| --- | -------------------- | -- | -- | - | -- | -- | -- | --- | --- | ---------------------------- |
| 1   | FC Voluntari         | 22 | 17 | 2 | 3  | 58 | 18 | +40 | 53  | Calificare în Play-Off       |
| 2   | Academica Argeș      | 22 | 14 | 4 | 4  | 44 | 16 | +28 | 46  | Calificare în Play-Off       |
| 3   | Foresta Suceava      | 22 | 11 | 7 | 4  | 39 | 22 | +17 | 40  | Calificare în Play-Off       |
| 4   | Gloria Buzău         | 22 | 11 | 4 | 7  | 38 | 30 | +8  | 37  | Calificare în Play-Off       |
| 5   | SC Bacău             | 22 | 8  | 6 | 8  | 34 | 28 | +6  | 30  | Calificare în Play-Off       |
| 6   | Brăila               | 22 | 7  | 8 | 7  | 29 | 28 | +1  | 29  | Calificare în Play-Off       |
| 7   | CS Balotești         | 22 | 7  | 5 | 10 | 30 | 34 | −4  | 26  | Calificare în Play-Out       |
| 8   | FCM Dorohoi          | 22 | 6  | 7 | 9  | 30 | 40 | −10 | 25  | Calificare în Play-Out       |
| 9   | Farul Constanța      | 22 | 5  | 7 | 10 | 28 | 40 | −12 | 22  | Calificare în Play-Out       |
| 10  | ACS Berceni          | 22 | 4  | 7 | 11 | 28 | 47 | −19 | 19  | Calificare în Play-Out       |
| 111 | Unirea Slobozia (R)  | 21 | 3  | 4 | 14 | 14 | 42 | −28 | 13  | Retrogradare în Liga a III-a |
| 122 | Săgeata Năvodari (R) | 0  | 0  | 0 | 0  | 0  | 0  | 0   | 0   | Retrogradare în Liga a III-a |

Sursa: FRF
Reguli de clasare: 
1) puncte; 2) diferența de goluri; 3) goluri marcate.
POZ = Poziția în clasament; (C) = Campioană; (R) = Retrogradată; (P) = Promovată; (E) = Eliminată; (O) = Câștigătoare de play-off; (A) = Avansează în runda următoare. 
Aplicabil doar când sezonul nu este terminat: 
(Q) = Calificare în faza competiției indicată; (TQ) = Calificare în competiție, dar încă nu în faza indicată; (RQ) = Calificată în competiția de retrogradare indicată; (DQ) = Descalificată din competiție.

1 CSM Unirea Slobozia s-a retras din campionat din cauza problemelor financiare.
2 AFC Săgeata Năvodari a primit o penalizare de 66 de puncte și a fost exclusă ulterior din campionat.

### Play-Off
| Poz | Echipa          | MJ | V  | E  | Î  | GM | GP | G   | Pct | Promovare sau retrogradare |
| --- | --------------- | -- | -- | -- | -- | -- | -- | --- | --- | -------------------------- |
| 1   | FC Voluntari    | 32 | 25 | 4  | 3  | 81 | 28 | +53 | 79  | Promovare în Liga I        |
| 2   | Academica Argeș | 32 | 20 | 7  | 5  | 67 | 21 | +46 | 67  |                            |
| 3   | Gloria Buzău    | 32 | 15 | 4  | 13 | 55 | 45 | +10 | 49  |                            |
| 4   | SC Bacău        | 32 | 13 | 7  | 12 | 53 | 43 | +10 | 46  |                            |
| 5   | Foresta Suceava | 32 | 11 | 9  | 12 | 50 | 53 | −3  | 42  |                            |
| 6   | Brăila          | 32 | 8  | 12 | 12 | 39 | 45 | −6  | 36  |                            |

Sursa: FRF
Reguli de clasare: 
1) puncte; 2) diferența de goluri; 3) goluri marcate.
POZ = Poziția în clasament; (C) = Campioană; (R) = Retrogradată; (P) = Promovată; (E) = Eliminată; (O) = Câștigătoare de play-off; (A) = Avansează în runda următoare. 
Aplicabil doar când sezonul nu este terminat: 
(Q) = Calificare în faza competiției indicată; (TQ) = Calificare în competiție, dar încă nu în faza indicată; (RQ) = Calificată în competiția de retrogradare indicată; (DQ) = Descalificată din competiție.

### Play-Out
| Poz | Echipa          | MJ | V | E | Î  | GM | GP | G   | Pct | Promovare sau retrogradare |
| --- | --------------- | -- | - | - | -- | -- | -- | --- | --- | -------------------------- |
| 1   | FCM Dorohoi     | 28 | 9 | 8 | 11 | 42 | 47 | −5  | 35  |                            |
| 2   | CS Balotești    | 28 | 9 | 7 | 12 | 39 | 43 | −4  | 34  |                            |
| 3   | ACS Berceni     | 28 | 8 | 9 | 11 | 38 | 51 | −13 | 33  |                            |
| 4   | Farul Constanța | 28 | 5 | 8 | 15 | 36 | 59 | −23 | 23  |                            |

Sursa: FRF
Reguli de clasare: 
1) puncte; 2) diferența de goluri; 3) goluri marcate.
POZ = Poziția în clasament; (C) = Campioană; (R) = Retrogradată; (P) = Promovată; (E) = Eliminată; (O) = Câștigătoare de play-off; (A) = Avansează în runda următoare. 
Aplicabil doar când sezonul nu este terminat: 
(Q) = Calificare în faza competiției indicată; (TQ) = Calificare în competiție, dar încă nu în faza indicată; (RQ) = Calificată în competiția de retrogradare indicată; (DQ) = Descalificată din competiție.

## Seria a II-a

### Cluburi
| Club                   | Oraș           | Stadion                   | Capacitate |
| ---------------------- | -------------- | ------------------------- | ---------- |
| FC Bihor Oradea        | Oradea         | Stadionul Iuliu Bodola    | 18.000     |
| CSM Râmnicu Vâlcea     | Râmnicu Vâlcea | Stadionul Municipal       | 12.000     |
| ACS Poli Timișoara     | Timișoara      | Stadionul Dan Păltinișanu | 32.972     |
| CS Metalul Reșița      | Reșița         | Stadionul Mircea Chivu    | 12.500     |
| CS Mioveni             | Mioveni        | Stadionul Orășenesc       | 10.000     |
| FC Olimpia Satu Mare   | Satu Mare      | Stadionul Olimpia         | 18.000     |
| FC Olt Slatina         | Slatina        | Stadionul 1 Mai           | 13.000     |
| Șoimii Pâncota         | Pâncota        | Stadionul Pâncota         | 1.500      |
| FC Caransebeș          | Caransebeș     | Stadionul Balta Verde     | 1.000      |
| Unirea Tărlungeni      | Tărlungeni     | Stadionul Unirea          | 1.000      |
| Fortuna Poiana Câmpina | Poiana Câmpina | Stadionul Chimia          | 2.000      |

### Clasament
| Poz | Echipa             | MJ | V  | E | Î  | GM | GP | G   | Pct | Promovare sau retrogradare   |
| --- | ------------------ | -- | -- | - | -- | -- | -- | --- | --- | ---------------------------- |
| 1   | Poli Timișoara     | 20 | 12 | 6 | 2  | 30 | 8  | +22 | 42  | Calificare în Play-Off       |
| 2   | Reșița             | 20 | 10 | 6 | 4  | 26 | 19 | +7  | 36  | Calificare în Play-Off       |
| 3   | Olt Slatina        | 20 | 9  | 7 | 4  | 28 | 19 | +9  | 34  | Calificare în Play-Off       |
| 4   | Tărlungeni         | 20 | 9  | 6 | 5  | 22 | 13 | +9  | 33  | Calificare în Play-Off       |
| 5   | CS Mioveni         | 20 | 9  | 5 | 6  | 17 | 12 | +5  | 32  | Calificare în Play-Off       |
| 6   | Olimpia            | 20 | 7  | 4 | 9  | 17 | 19 | −2  | 25  | Calificare în Play-Off       |
| 7   | Râmnicu Vâlcea     | 20 | 5  | 9 | 6  | 18 | 17 | +1  | 24  | Calificare în Play-Out       |
| 8   | FC Caransebeș      | 20 | 5  | 6 | 9  | 19 | 27 | −8  | 21  | Calificare în Play-Out       |
| 9   | Bihor Oradea       | 20 | 3  | 8 | 9  | 13 | 20 | −7  | 17  | Calificare în Play-Out       |
| 10  | Șoimii Pâncota     | 20 | 3  | 6 | 11 | 18 | 28 | −10 | 15  | Calificare în Play-Out       |
| 111 | Poiana Câmpina (R) | 0  | 0  | 0 | 0  | 0  | 0  | 0   | 0   | Retrogradare în Liga a III-a |

Sursa: FRF
Reguli de clasare: 
1) puncte; 2) diferența de goluri; 3) goluri marcate.
POZ = Poziția în clasament; (C) = Campioană; (R) = Retrogradată; (P) = Promovată; (E) = Eliminată; (O) = Câștigătoare de play-off; (A) = Avansează în runda următoare. 
Aplicabil doar când sezonul nu este terminat: 
(Q) = Calificare în faza competiției indicată; (TQ) = Calificare în competiție, dar încă nu în faza indicată; (RQ) = Calificată în competiția de retrogradare indicată; (DQ) = Descalificată din competiție.

1 Fortuna Poiana Câmpina a fost penalizată cu 14 puncte din cauza problemelor financiare și s-a retras ulterior din campionat.

### Play-Off
| Poz | Echipa          | MJ | V  | E | Î  | GM | GP | G   | Pct | Promovare sau retrogradare             |
| --- | --------------- | -- | -- | - | -- | -- | -- | --- | --- | -------------------------------------- |
| 1   | Poli Timișoara  | 30 | 19 | 9 | 2  | 52 | 11 | +41 | 66  | Promovare în Liga I                    |
| 2   | CS Mioveni      | 30 | 15 | 9 | 6  | 38 | 20 | +18 | 54  |                                        |
| 3   | Reșița          | 30 | 14 | 9 | 7  | 40 | 30 | +10 | 51  |                                        |
| 4   | Tărlungeni      | 30 | 12 | 7 | 11 | 34 | 31 | +3  | 43  |                                        |
| 5   | Olimpia         | 30 | 10 | 7 | 13 | 33 | 34 | −1  | 37  |                                        |
| 6   | Olt Slatina (R) | 30 | 9  | 7 | 14 | 28 | 49 | −21 | 34  | Retrogradare în Liga a III-a 2015-2016 |

Sursa: FRF
Reguli de clasare: 
1) puncte; 2) diferența de goluri; 3) goluri marcate.
POZ = Poziția în clasament; (C) = Campioană; (R) = Retrogradată; (P) = Promovată; (E) = Eliminată; (O) = Câștigătoare de play-off; (A) = Avansează în runda următoare. 
Aplicabil doar când sezonul nu este terminat: 
(Q) = Calificare în faza competiției indicată; (TQ) = Calificare în competiție, dar încă nu în faza indicată; (RQ) = Calificată în competiția de retrogradare indicată; (DQ) = Descalificată din competiție.

1 ACS FC Olt Slatina a fost penalizată cu 6 puncte din cauza problemelor financiare și s-a retras ulterior din campionat.

### Play-Out
| Poz | Echipa         | MJ | V | E  | Î  | GM | GP | G   | Pct | Promovare sau retrogradare |
| --- | -------------- | -- | - | -- | -- | -- | -- | --- | --- | -------------------------- |
| 1   | Râmnicu Vâlcea | 26 | 7 | 11 | 8  | 42 | 47 | −5  | 32  |                            |
| 2   | FC Caransebeș  | 26 | 8 | 7  | 11 | 39 | 43 | −4  | 31  |                            |
| 3   | Șoimii Pâncota | 25 | 5 | 9  | 11 | 38 | 51 | −13 | 24  |                            |
| 4   | Bihor Oradea   | 26 | 4 | 10 | 12 | 17 | 28 | −11 | 22  |                            |

Sursa: FRF
Reguli de clasare: 
1) puncte; 2) diferența de goluri; 3) goluri marcate.
POZ = Poziția în clasament; (C) = Campioană; (R) = Retrogradată; (P) = Promovată; (E) = Eliminată; (O) = Câștigătoare de play-off; (A) = Avansează în runda următoare. 
Aplicabil doar când sezonul nu este terminat: 
(Q) = Calificare în faza competiției indicată; (TQ) = Calificare în competiție, dar încă nu în faza indicată; (RQ) = Calificată în competiția de retrogradare indicată; (DQ) = Descalificată din competiție.